# Jarana huasteca

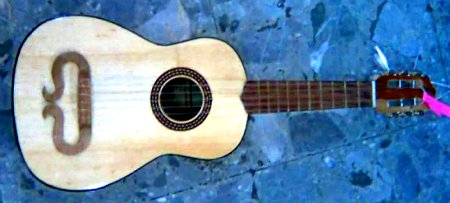
Jarana huasteca.

La jarana huasteca, jarana de son huasteco ou jaranita est un instrument à cordes. Il est le plus souvent appelé simplement jarana. Il s'agit d'un accordophone de type guitare à 5 cordes, accordées en tierces (du grave à l'aigu) : sol, si, ré, fa# et la : Sol, Si, Ré, Fa# et La. Sa tessiture est similaire à celle de la mandoline et sa longueur d'échelle est d'environ 40 cm.
L'instrument fait généralement partie de l'ensemble trío huasteco, avec la quinta huapanguera et le violon, et joue le rôle d'accompagnement rythmique. Il est généralement utilisé pour jouer de la musique huasteca.
Par rapport à la guitarra huapanguera, l'instrument est plus petit et plus aigu.